# Gardejki (Grunwald)
Gardejki (deutsch Görschen) ist ein untergegangener Ort in der polnischen Woiwodschaft Ermland-Masuren. Die Ortsstelle gehört zum Gebiet der Gmina Grunwald (Landgemeinde Grünfelde) im Powiat Ostródzki (Kreis Osterode in Ostpreußen).
Die Ortsstelle Gardejkis liegt im Südwesten der Woiwodschaft Ermland-Masuren, 25 Kilometer südöstlich der Kreisstadt Ostróda (deutsch Osterode in Ostpreußen).

## Geschichte
Im Jahre 1849 wurde Görschen gegründet. Es bestand anfangs lediglich aus zwei kleinen Gehöften. Görschen war ein Wohnplatz im Gutsbezirk Mühlen (polnisch Mielno), der am 30. September 1928 in die gleichnamige Landgemeinde eingegliedert wurde.
In Kriegsfolge fiel Görschen 1945 mit dem gesamten südlichen Ostpreußen an Polen und erhielt die polnische Namensform „Gardejki“. Der Ort wurde wohl nicht wieder besiedelt, erwähnt wurde er offiziell auch nicht mehr und gilt als untergegangen.
Bis 1945 war Görschen in die evangelische Kirche Mühlen (Ostpreußen) (polnisch Mielno) in der Kirchenprovinz Ostpreußen der Kirche der Altpreußischen Union, außerdem in die römisch-katholische Kirche Thurau (polnisch Turowo) im damaligen Bistum Ermland.
Die Ortsstelle von Gardejki liegt an einer Nebenstraße, die von Mielno nach Lichtajni (Köllmisch Lichteinen) führt.